# Indische wolf
De Indische wolf (Canis lupus pallipes) is een ondersoort van de wolf die leeft in het Midden-Oosten en Zuidwest-Azië. 
Sommige deskundigen stellen dat ten minste een aantal C. lupus pallipes-populaties moeten worden ingedeeld in een andere soort dan C. lupus. Andere experts geloven dat misschien wel de Indische wolf de ondersoort van de wolf is waaruit de hond ontstond, wat afgeleid wordt uit zijn kleine formaat en relatief volgzaam gedrag. De ondersoort is echter ook bekend als menseneter. Terwijl hun populaties stabiel zijn of toenemen in een aantal landen, zijn ze in andere landen in gevaar. C. l. pallipes is te zien in verschillende rollen in verschillende West-Aziatische culturen. Soms worden ze beschouwd als ongedierte of een bedreiging, in andere perioden en op andere plaatsen worden ze dan weer gerespecteerd en beschermd.